# Bergallia valdiviana
Bergallia valdiviana är en insektsart som beskrevs av Berg 1881. Bergallia valdiviana ingår i släktet Bergallia och familjen dvärgstritar. Inga underarter finns listade i Catalogue of Life.